# Karel Heylbroeck
Charles (Karel) Heylbroeck (Gent, 8 november 1872 – Sint-Amandsberg, 26 januari 1945) was een Belgisch hoornist en hoogleraar aan het conservatorium van Gent. Hij was een spilfiguur geweest van de Belgische hoornschool, en een van de invloedrijkste Europese hoornisten van de 20e eeuw. Hij heeft in belangrijke mate het hoornspelen in België en in zekere mate dat in de Verenigde Staten vormgegeven.

## Biografie

### Opleiding
Heylbroeck kreeg zijn muzikale opleiding aan het Koninklijk Conservatorium te Gent en kreeg in 1890 de 1e prijs van Hoorn. Hij was de leerling-opvolger van Jean Deprez (1828-1901).

### Docent
Hij evolueerde tot docent aan het Gentse Conservatorium van 1902 tot in 1938 en sleutelfiguur in de Gentse hoornschool die prominent op de Europese podia aanwezig was in de periode 1870-1930. Vanaf 1910 werd hem de klas van Hoorn in de Brugse muziekschool toevertrouwd.
Vele van zijn leerlingen maakten carrières in binnen- en buitenland. Voorbeelden zijn Louis-Victor Dufrasne (1877-1941), solohoorn bij onder andere Chicago Symphony Orchestra (rond 1920-1930) en feitelijke grondlegger van de huidige Amerikaanse hoornschool. Dufrasne was op zijn beurt de leraar van onder meer Philip Farkas, evenals zijn opvolger Maurice Van Bocxstaele (1897-1971), docent en solohoorn Ensemble Orchestral de Paris (1928-1933) en in Monte Carlo (1933-1938). Een andere leerling van Heylbroeck was Raymond Meert (1882-1967) die in 1917 solohoorn werd van het Hallé Orchestra te Manchester en een van de belangrijkste hoornspelers in het Verenigd Koninkrijk tijdens het interbellum was. 
Zijn onderricht was conservatief, met de keuze voor een strikt klassiek instrumentarium (enkel F-hoorn en natuurhoorn), en een lyrisch-romantische repertoirekeuze. Heylbroeck en zijn leerlingen hadden een voorkeur voor de instrumenten van de Brusselse bouwer F. Van Cauwelaert.

### Opera's en concerten
Heylbroeck was naast docent, ook vele seizoenen (tussen 1892 en 1938) eerste hoorn in de Gentse Opera. Vanaf 1896 speelde hij ook eerste hoorn bij het Kursaalorkest van Oostende, en solohoorn van de Concerts Ysaÿe in Brussel. Na een concerttournee met het orkest van het Oostendse Kursaal werd hem de positie van solohoorn in het Londense Queens Hall Orchestra op een zilveren schoteltje aangeboden. Onder meer Cyrano de Bergerac van Robert Herberigs en Rêverie van de Gentse componiste Jenny Van Rysselberghe werden aan Charles (Karel) Heylbroeck opgedragen. Van 1892 tot 1896 maakte hij ook deel uit van het muziekkorps van het 2e linieregiment van het garnizoen te Gent. Tevens was hij bestuurder van de Koninklijke Fanfaren (stadsmuziek) van Kortrijk en van de Harmonie Het Volk te Gent.

### Eerbetonen
In 1938 werd Heylbroeck het Kruis van Officier in de Leopoldsorde toegekend.

## Bloedverwantschap
Heylbroeck was de vader van beeldhouwer Robert Heylbroeck.